# Легка атлетика на літніх Олімпійських іграх 2008 — біг на 200 метрів (жінки)
Змагання з бігу на 200 метрів серед жінок на Літніх Олімпійських іграх 2008 у Пекіні проходили з 19 по 21 серпня на Пекінському національному стадіоні.

## Медалісти
| Золото                         | Срібло             | Бронза               |
| Вероніка Кемпбелл-Браун Ямайка | Еллісон Фелікс США | Керрон Стюарт Ямайка |

## Кваліфікація учасниць
Національний олімпійський комітет (НОК) кожної країни мав право заявити для участі у змаганнях не більш як три спортсменки, які виконали норматив А (23,00 с) у кваліфікаційний період з 1 січня 2007 року по 23 липня 2008 року. Також НОК міг заявити не більш як одну спортсменку з тих, хто виконав норматив B (23,20 с) за той же період. Кваліфікаційні нормативи були встановлені ІААФ.

## Рекорди
Дані наведені на початок Олімпійських ігор. 
| Світовий рекорд     | Флоренс Гріффіт-Джойнер (США) | 21,34 с | Сеул (Південна Корея) | 29 вересня 1988 року |
| Олімпійський рекорд | Флоренс Гріффіт-Джойнер (США) | 21,34 с | Сеул (Південна Корея) | 29 вересня 1988 року |

За підсумками змагань обидва рекорди залишилися непобитими.

## Змагання

### Перший раунд
Перші чотири спортсменки з кожного забігу незалежно від показаного часу автоматично потрапляють до наступного раунду змагань. Також до наступного раунду потрапляють ще 8 учасниць, що показали найкращий час серед всіх інших спортсменок.
Час результатів зазначено у секундах. Також використані такі скорочення:
| - Q — кваліфікована за місцем у забігу - q — кваліфікована за часом | - SB — найкращий результат у сезоні - PB — найкращий результат у кар'єрі | - NR — національний рекорд |

| Місце | Спортсменка         | Результат | Примітки |
| ----- | ------------------- | --------- | -------- |
| 1.    | Еллісон Фелікс      | 23,02     | Q        |
| 2.    | Сузантіка Джаясінге | 23,04     | Q        |
| 3.    | Вірджіл Годж        | 23,14     | Q        |
| 4.    | Олександра Федоріва | 23,29     | Q        |
| 5.    | Інна Єфтімова       | 23,50     | q        |
| 6.    | Кіа Девіс           | 24,31     |          |
| 7.    | Кірстен Нівендам    | 24,46     | NR       |
| 8.    | Віда Анім           | DNS       |          |

| Місце | Спортсменка         | Результат | Примітки |
| ----- | ------------------- | --------- | -------- |
| 1.    | Муна Лі             | 22,71     | Q        |
| 2.    | Мюріель Юртіс-Уаїрі | 22,72     | Q        |
| 3.    | Сідоні Мозерсілл    | 22,76     | Q, SB    |
| 4.    | Юлія Чермошанська   | 22,98     | Q        |
| 5.    | Івет Лалово         | 23,13     | q, SB    |
| 6.    | Маріеліс Санчес     | 24,05     |          |
| 7.    | Керол Родрігес      | 24,07     |          |
| 8.    | Кім Геварт          | DNS       |          |

| Місце | Спортсменка             | Результат | Примітки |
| ----- | ----------------------- | --------- | -------- |
| 1.    | Маршевет Гукер          | 23,07     | Q        |
| 2.    | Деббі Фергюсон-Маккензі | 23,22     | Q        |
| 3.    | Олудамола Осайомі       | 23,31     | Q        |
| 4.    | Єлени Артімата          | 23,58     | Q, SB    |
| 5.    | Сабіна Вейт             | 23,62     |          |
| 6.    | Глорія Кемасуоде        | 23,72     |          |
| 7.    | Мерітцер Вільямс        | 23,83     |          |
| 8.    | Фаб'єн Фераз            | 24,07     |          |

| Місце | Спортсменка      | Результат | Примітки |
| ----- | ---------------- | --------- | -------- |
| 1.    | Рокая аль-Гасрі  | 22,81     | Q        |
| 2.    | Емілі Фрімен     | 22,95     | Q        |
| 3.    | Керрон Стюарт    | 23,03     | Q        |
| 4.    | Іонел Тірлеа     | 23,24     | Q        |
| 5.    | Дарленіс Обрехон | 23,33     | q        |
| 6.    | Гюзель Хуббієва  | 23,44     | q        |
| 7.    | Джейд Бейлі      | 23,62     |          |
| 8.    | Лай-Лай Він      | 24,37     |          |

| Місце | Спортсменка             | Результат | Примітки |
| ----- | ----------------------- | --------- | -------- |
| 1.    | Вероніка Кемпбелл-Браун | 23,04     | Q        |
| 2.    | Кадіату Камара          | 23,06     | Q        |
| 3.    | Наталія Русакова        | 23,21     | Q        |
| 4.    | Шеніка Фергюсон         | 23,33     | Q        |
| 5.    | Адрієн Пауер            | 23,40     | q        |
| 6.    | Вінченцо Калі           | 23,44     | q        |
| 7.    | Ізабель Леру            | 23,67     |          |
| 8.    | Самія Юсуф Омар         | 32,16     |          |

| Місце | Спортсменка           | Результат | Примітки |
| ----- | --------------------- | --------- | -------- |
| 1.    | Наталя Пигида         | 22,91     | Q,=PB    |
| 2.    | Шерон Сімпсон         | 22,94     | Q        |
| 3.    | Роксана Діас          | 23,09     | Q        |
| 4.    | Лаверн Джонс-Ферретті | 23,12     | Q        |
| 5.    | Евелін Душ Сантуш     | 23,43     | q        |
| 6.    | Алісон Джордж         | 23,45     | q        |
| 7.    | Березень Ешке         | 23,59     |          |
| 8.    | Грета Таслакян        | 25,32     | SB       |

### Другий раунд
Перші три спортсменки з кожного забігу незалежно від показаного часу автоматично потрапляють до півфіналу змагань. Також в наступний раунд потрапляє ще чотири учасниці, що показали найкращий час серед всіх інших.
| Місце | Спортсменка             | Результат | Примітки |
| ----- | ----------------------- | --------- | -------- |
| 1.    | Вероніка Кемпбелл-Браун | 22,64     | Q        |
| 2.    | Еллісон Фелікс          | 22,74     | Q        |
| 3.    | Деббі Фергюсон-Маккензі | 22,77     | Q        |
| 4.    | Сідоні Мозерсілл        | 22,83     | q        |
| 5.    | Іонел Тірлеа            | 23,22     |          |
| 6.    | Евелін Душ Сантуш       | 23,35     |          |
| 7.    | Лаверн Джонс-Ферретті   | 23,37     |          |
| 8.    | Гюзель Хуббієва         | DNS       |          |

| Місце | Спортсменка         | Результат | Примітки |
| ----- | ------------------- | --------- | -------- |
| 1.    | Рокая аль-Гасрі     | 22,76     | Q        |
| 2.    | Мюріель Юртіс-Уаїрі | 22,89     | Q        |
| 3.    | Сузантіка Джаясінге | 22,94     | Q        |
| 4.    | Роксана Діас        | 22,98     | q        |
| 5.    | Олександра Федоріва | 23,04     | q        |
| 6.    | Олудамола Осайомі   | 23,27     |          |
| 7.    | Дарленіс Обрехон    | 23,40     |          |
| 8.    | Інна Єфтімова       | 23,48     |          |

| Місце | Спортсменка       | Результат | Примітки |
| ----- | ----------------- | --------- | -------- |
| 1.    | Юлія Чермошанська | 22,63     | Q, PB    |
| 2.    | Керрон Стюарт     | 22,74     | Q        |
| 3.    | Маршевет Гукер    | 22,76     | Q        |
| 4.    | Наталя Пигида     | 23,03     | q        |
| 5.    | Кадіату Камара    | 23,06     |          |
| 6.    | Адрієн Пауер      | 23,51     |          |
| 7.    | Вінченцо Калі     | 23,56     |          |
| 8.    | Шеніка Фергюсон   | 23,61     |          |

| Місце | Спортсменка      | Результат | Примітки |
| ----- | ---------------- | --------- | -------- |
| 1.    | Шерон Сімпсон    | 22,60     | Q        |
| 2.    | Муна Лі          | 22,83     | Q        |
| 3.    | Емілі Фрімен     | 22,95     | Q        |
| 4.    | Івет Лалово      | 23,15     |          |
| 5.    | Вірджіл Годж     | 23,17     |          |
| 6.    | Наталія Русакова | 23,28     |          |
| 7.    | Єлени Артімата   | 23,77     |          |
| 8.    | Алісон Джордж    | 23,77     |          |

### Півфінал
Перші чотири спортменки з кожного забігу незалежно від показаного часу автоматично потрапляють у фінал змагань.
| Місце | Спортсменка             | Результат | Примітки |
| ----- | ----------------------- | --------- | -------- |
| 1.    | Вероніка Кемпбелл-Браун | 22,19     | Q        |
| 2.    | Керрон Стюарт           | 22,29     | Q        |
| 3.    | Муна Лі                 | 22,29     | Q, PB    |
| 4.    | Деббі Фергюсон-Маккензі | 22,51     | Q        |
| 5.    | Юлія Чермошанська       | 22,57     | PB       |
| 6.    | Наталя Пигида           | 22,95     |          |
| 7.    | Сузантіка Джаясінге     | 22,98     |          |
| 8.    | Роксана Діас            | 23,12     |          |

| Місце | Спортсменка         | Результат | Примітки |
| ----- | ------------------- | --------- | -------- |
| 1.    | Еллісон Фелікс      | 22,33     | Q        |
| 2.    | Маршевет Гукер      | 22,50     | Q        |
| 3.    | Шерон Сімпсон       | 22,50     | Q        |
| 4.    | Сідоні Мозерсілл    | 22,61     | Q, SB    |
| 5.    | Мюріель Юртіс-Уаїрі | 22,71     |          |
| 6.    | Рокая аль-Гасрі     | 22,72     |          |
| 7.    | Емілі Фрімен        | 22,83     |          |
| 8.    | Олександра Федоріва | 23,22     |          |

### Фінал
| Місце | Спортсменка             | Результат | Примітки |
| ----- | ----------------------- | --------- | -------- |
| 1.    | Вероніка Кемпбелл-Браун | 21,74     | PB       |
| 2.    | Еллісон Фелікс          | 21,93     | SB       |
| 3.    | Керрон Стюарт           | 22,00     |          |
| 4.    | Муна Лі                 | 22,01     | PB       |
| 5.    | Маршевет Гукер          | 22,34     | PB       |
| 6.    | Шерон Сімпсон           | 22,36     |          |
| 7.    | Деббі Фергюсон-Маккензі | 22,61     |          |
| 8.    | Сідоні Мозерсілл        | 22,68     |          |